# Phare de Gibalta
Le phare de Gibalta est un phare situé sur la pente de Gibalta, le long de la route côtière de la freguesia de Caxias dans la municipalité de Oeiras, dans le district de Lisbonne (Région de Lisbonne-et-Val-de-Tage au Portugal).
Il est géré par l'autorité maritime nationale du Portugal à Oeiras (Grand Lisbonne).

## Histoire
C'est une tour cylindrique blanche de 21 m de haut, avec une lanterne à dôme rouge et des bandes verticales rouges. Le phare de Gibalta, ainsi que le phare d'Esteiro et le phare de Mama, a remplacé les vieux phares à l'origine construits entre 1878 et 1879. Il est installé sur les hauts de Caxias et Porto Covo. dès mai 1914, il fut muni d'un feu fixe rouge. Dès 1951, la lumière est devenue un feu à éclats. Mais, en 1952, il y eut un glissement de terrain qui détruisit l'ancienne structure.
Le bâtiment actuel a été mis en service le 10 février 1954, à environ 30 mètres de l'ancien bâtiment. En 1981, il fut automatisé et les gardiens quittèrent le phare. De 1987 à 1997, les phares (Esteiro et Gibalta) ne fonctionnèrent qu'entre le 1er octobre et le 15 mars puis recommencèrent à fonctionner en permanence tout au long de l'année. C'est un feu à occultations rouge (un éclat chaque période de 3 secondes) d'une portée maximum de 39 km..
Le phare Gibalta marque, avec le phare d'Esteiro et le phare de Mama, l'alignement de l'entrée sud du Port de Lisbonne.
Identifiant : ARLHS : POR022 ; PT-211 - Amirauté : D2127 - NGA : 3408.
|          |
| Le phare |

|                   |
| Le phare, la nuit |

### Lien connexe
- Liste des phares du Portugal